# セヴマシュ
公開株式会社 PO セヴマシュ（ロシア語: ОАО «ПО „Севмаш“», Севмаш, СМП、英語: JSC PO Sevmash）は白海に面した港湾都市セヴェロドヴィンスクに拠点を置くロシアの造船会社である。”Sevmash”は略称で、Severnoye Mashinostroitelnoye Predpriyatie (Северное Машиностроительное Предприятие)、「北部機械建造会社」のアクロニムである。セヴマシュはロシア最大の造船会社であり、原子力潜水艦を建造できるのはロシアでもセヴマシュだけである。2009年には従業員26,951人を擁し、軍需部門の売上は5億3302万ドルであった。

## 軍需品

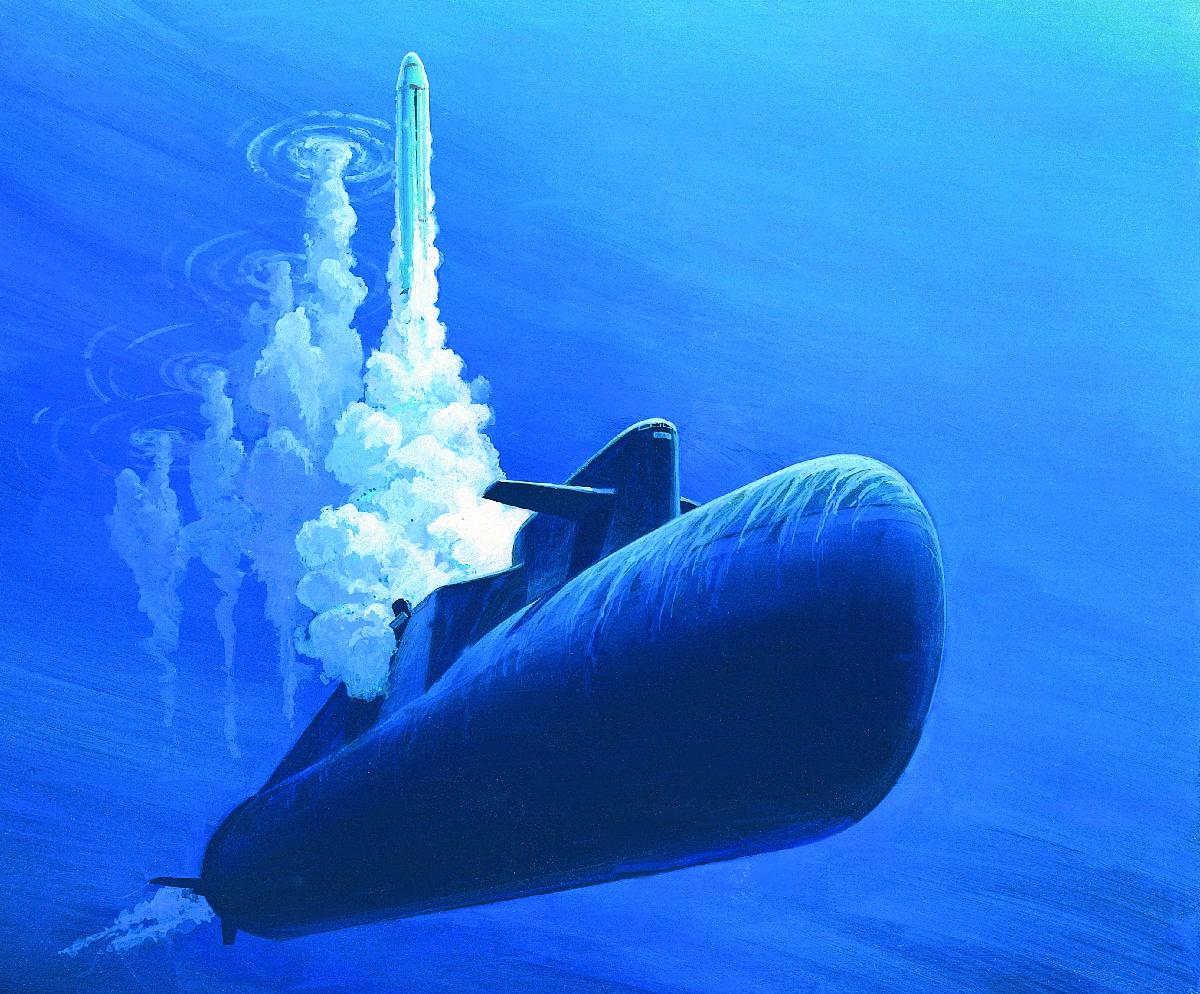
ソ連のデルタ型原子力潜水艦がSS-N-18ミサイルを発射する様子

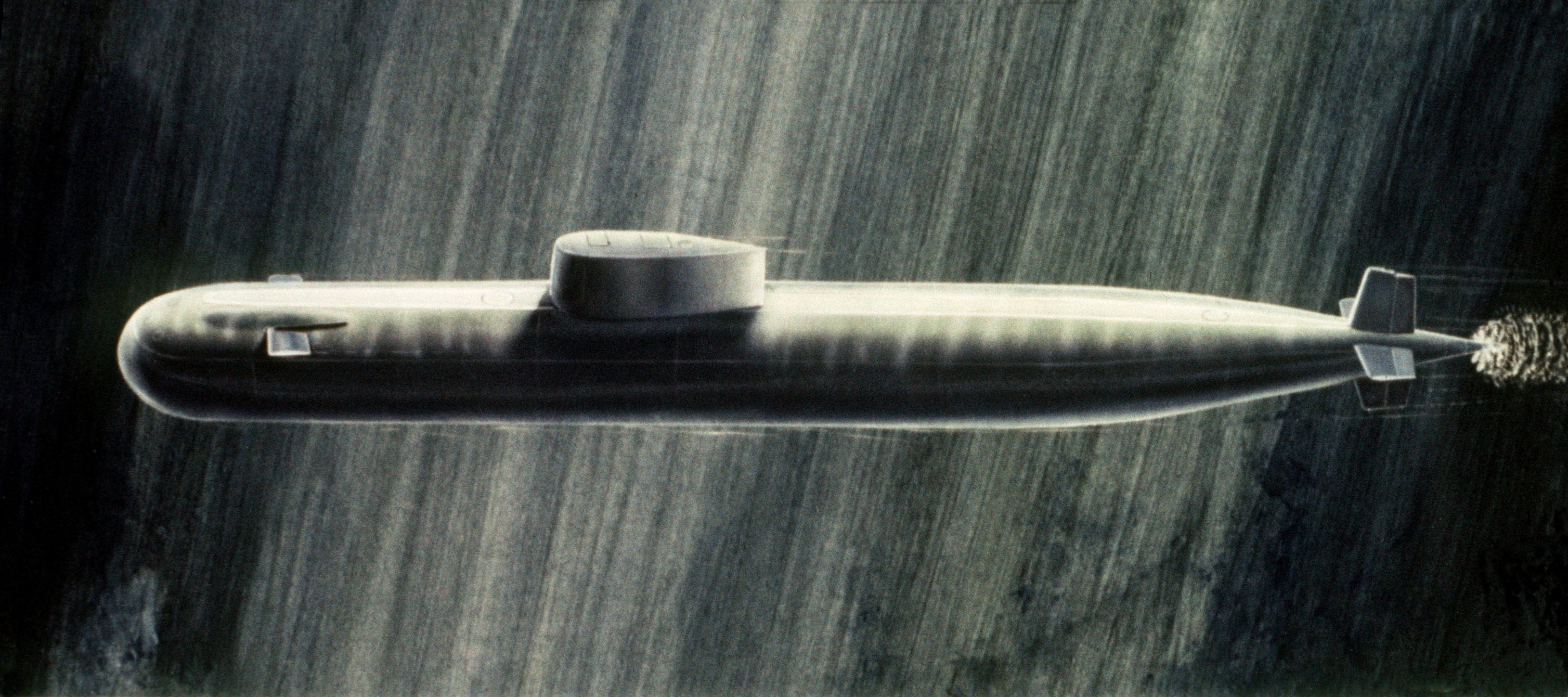
"Soviet Military Power"（1984年）

ロシア海軍向けの艦艇、潜水艦、装備品の建造に特化した造船所で、原子力潜水艦が建造できるのはロシアではセヴマシュのみである。ヤーセン型原子力潜水艦の1番艦、セヴェロドヴィンスクは2010年に進水したが、財政難のため艤装に時間がかかり、就役は2014年にずれこんだ。ボレイ型原子力潜水艦の2番艦、アレクサンドル・ネフスキーは2010年末に進水、2013年12月23日に就役し、セヴマシュで建造されて就役した130番目の艦となった。改ヤーセン型1番艦のカザンは2017年3月31日に進水し、就役に向けて作業が進められている。2003年から2005年にかけて、輸出用のキロ型ディーゼル潜水艦2隻を建造した。2009年時点で、キロ型2隻の受注残がある。
ロスオボロンエクスポルト（ロシア国防輸出会社）との契約により、インド海軍にヴィクラマーディティヤとして売却されるキエフ級航空母艦アドミラル・ゴルシコフの近代化改修工事を主導 していたが、コスト増加や遅延に見舞われ、2013年11月にようやく完工した。

## 民需品

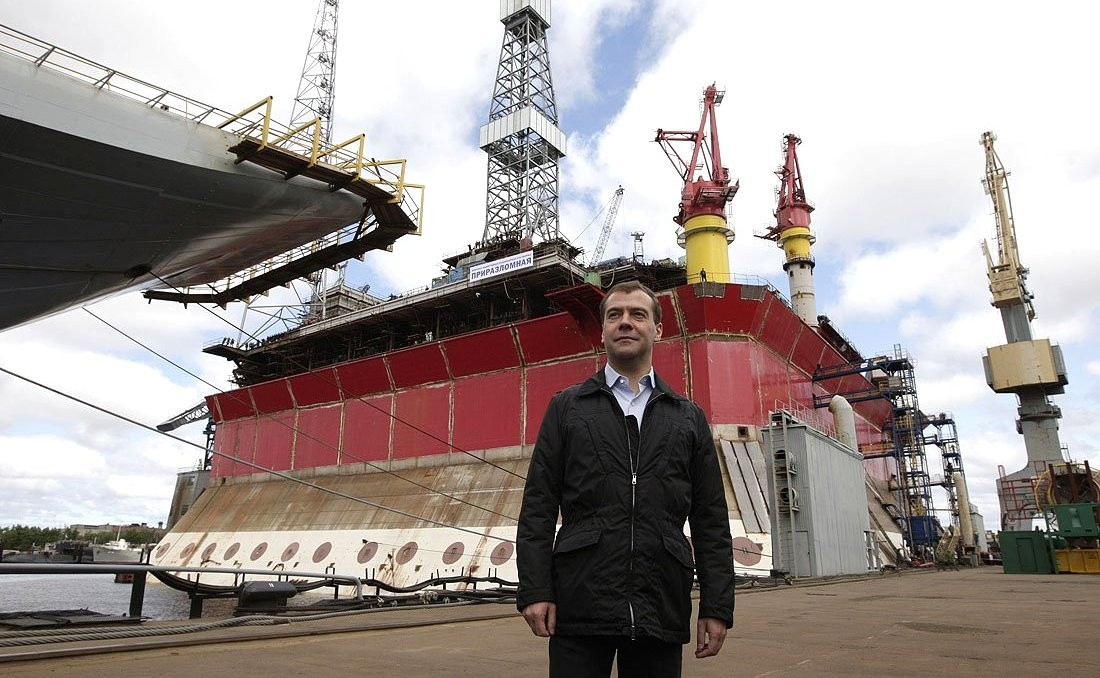
耐氷型海洋プラットフォーム

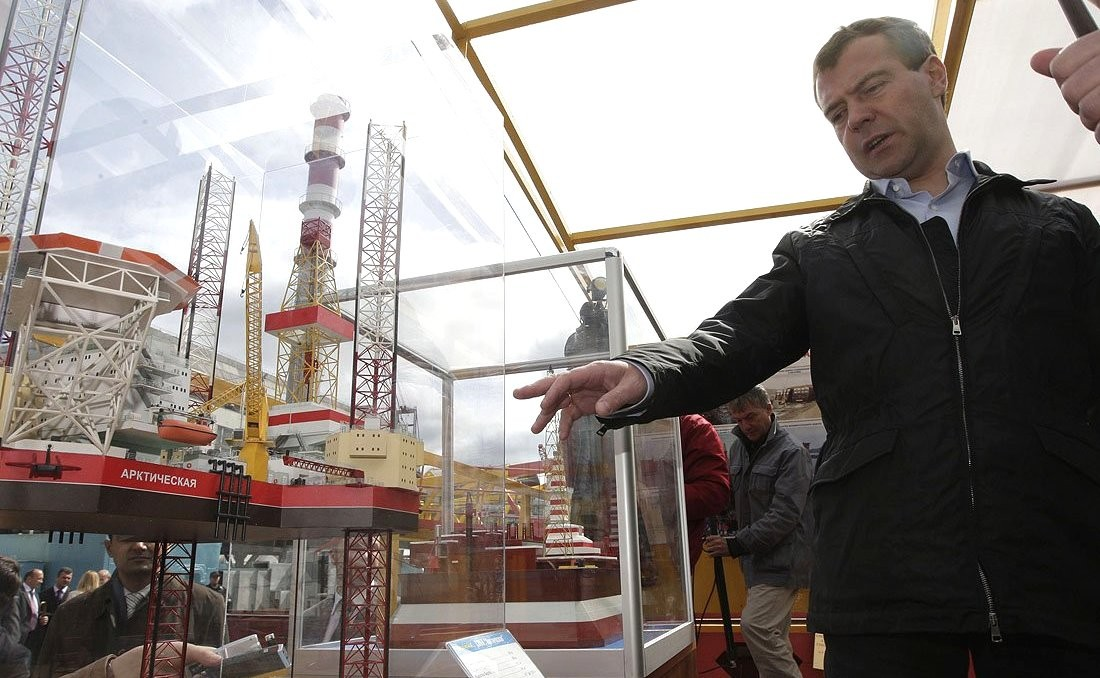
ストックマンガス田向けプラットフォームの模型を前に説明を受けるドミートリー・メドヴェージェフ大統領（2009年）

セヴマシュにとって、北極海の油田・ガス田開発プロジェクト、特に石油プラットフォーム の重要性は増してきている。ルビーン海洋工学中央設計局が設計し、セヴマシュが建造したプリラズロムノエ（Prirazlomnoye）耐氷型海洋プラットフォームはロシア初の耐氷型海洋プラットフォームで、ペチョラ海で運用される。セヴマシュは海洋プラットフォームを他国にも輸出しており、たとえば2006年2月にはノルウェーのモス・モスヴォルト・プラットフォームズ社に半潜水型のMOSS CS-50プラットフォームを納入している。セヴマシュは同型のプラットフォームをさらに3基受注している。また、バレンツ海のストックマンガス田向けプラットフォームも建造している。
各種商船の建造も行っており、過去10年でタグボート、小型ばら積み貨物船、ポンツーンや艀、養殖生け簀など100隻以上を建造している 他、冶金設備や鉄道輸送関連製品も製造している。

## 企業特性

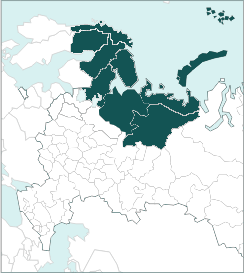
バレンツ海

セヴマシュの従業員は26,951人 で、白海に面したアルハンゲリスク州セヴェロドヴィンスクに拠点を持つ。敷地面積は300ヘクタールを超え、100以上の部門に分かれている。ロシア最大の造船会社であり、2007年からニコライ・ヤコブレヴィチ・カリストラトフが社長を務めている。
軍需部門の売上高は2008年の4億3104万ドルから2009年には5億3302万ドルに伸びたと推測されている。ロシアの民間シンクタンクである戦略・テクノロジー分析センターによると、民需部門は総売上高の2割程度で、輸出額は生産高の1割程度である。戦略・テクノロジー分析センターは、財務指標および経営指標の分析により、2009年のロシア軍需企業で7番目に成功している企業であるとしている。

## 歴史

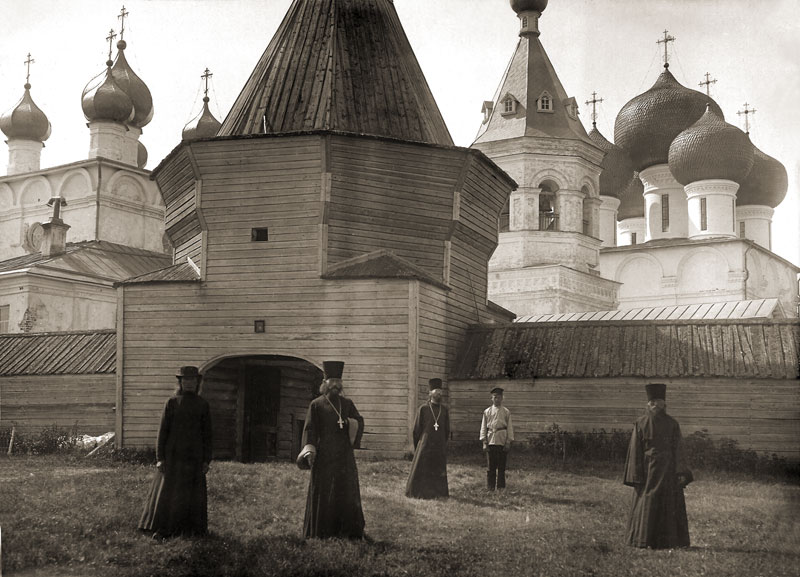
セヴェロドヴィンスクの修道院。セヴマシュ建設のため取り壊された。

第一次5カ年計画において、造船能力の大幅な拡大が決定されたことを受けて設立された。人民委員会議の下部組織である労働防衛評議会が下した大型軍艦の建造および修理のための造船所建設を求める1936年5月31日付指令 №137-OK に基づいて、現在のセヴマシュとなる造船所の建設が始まった。ヨシフ・スターリンによる工業化計画の一部として、強制労働キャンプの労働力を動員して北ドヴィナ川のニコルスキー河口左岸に基礎が築かれた。公式には戦艦ソビエツカヤ・ベロルーシヤの起工日である1939年12月21日が創立日とされている。ソ連時代には402造船所（ロシア語: Завод № 402）として知られていた。第二次世界大戦中には軍艦の修理や砲塔・砲台および地雷処理装置の生産を行った。また、大型掃海艇や駆逐艦、ディーゼル潜水艦、フェリーや台船、浮きドックの建造をこなしつつ北方艦隊の水上艦や北極海航路に投入された補給物資輸送船の修理も行った。1950年には139隻の船舶を修理している。1950年代初めには、潜水艦の大量建造が始まった。 1969年には世界で初めてチタン合金製船殻を備えた原子力潜水艦、K-162を建造した。1970年代半ばから設備の大規模改修が行われ、生産能力が倍増するとともにロシア最大の屋根付き船台が建設された。1981年に建造されたタイフーン型原子力潜水艦は世界最大の潜水艦としてギネス世界記録に登録されている。2009年までに、45隻の水上艦と163隻の潜水艦（うち128隻は原子力潜水艦）を建造した。
- 企業名の変遷[17]
  - 1938年12月2日 - 国防人民委員部の指令により、402造船所の設立が決定
  - 1959年9月9日 - ソ連造船省の指令により、北部機械建造会社（SEVMASH）に改称
  - 1985年7月26日 ソ連造船省の指令により、生産合同 "北部機械建造会社"（PO SEVMASH）に改称
  - 1998年6月23日 - ロシア連邦経済省の指令により、国家単一企業体 "PO SEVMASH"（GUP "SEVMASH"）に改称
  - 2001年2月21日 - ロシア造船庁の指令により、連邦国家単一企業体 "PO SEVMASH" （FGUP "PO SEVMASH"）に改称

## 建造した軍艦[17]
- 水上艦
  - 45隻
    - プロジェクト122bis（クロンシュタット型駆潜艇）23隻
    - プロジェクト30/30K/30bis（オグネヴォイ級駆逐艦/スコーリィ級駆逐艦）20隻
    - プロジェクト68bis（スヴェルドロフ級巡洋艦）2隻
- 潜水艦
  - ディーゼル潜水艦　36隻
    - プロジェクト611/AV611（ズールー型潜水艦）12隻
    - プロジェクト629/629B（ゴルフ型潜水艦）16隻
    - プロジェクト636（キロ型潜水艦）2隻
    - プロジェクト20120（サロフ型潜水艦）1隻

  - 第一世代原子力潜水艦　38隻
    - プロジェクト627/627A（ノヴェンバー型原子力潜水艦）13隻
    - プロジェクト658（ホテル型原子力潜水艦）8隻
    - プロジェクト645（改ノヴェンバー型原子力潜水艦：K-27）1隻
    - プロジェクト675（エコー型原子力潜水艦）16隻

  - 第二世代原子力潜水艦　63隻
    - プロジェクト667A/667AU（ヤンキー型原子力潜水艦）24隻
    - プロジェクト661（パパ型原子力潜水艦：K-162）1隻
    - プロジェクト667B（デルタI型原子力潜水艦）10隻
    - プロジェクト667BD(デルタII型原子力潜水艦）4隻
    - プロジェクト667BDR（デルタIII型原子力潜水艦）14隻
    - プロジェクト705K（アルファ型原子力潜水艦）3隻
    - プロジェクト667BDRM（デルタIV型原子力潜水艦）7隻

  - 第三世代原子力潜水艦　27隻
    - プロジェクト949/949A（オスカー型原子力潜水艦）13隻
    - プロジェクト941（タイフーン型原子力潜水艦）6隻
    - プロジェクト685（マイク型原子力潜水艦：コムソモレツ）1隻
    - プロジェクト971（アクラ型原子力潜水艦）7隻

  - 第四世代原子力潜水艦　4隻
    - プロジェクト955（ボレイ型原子力潜水艦）3隻
    - プロジェクト955A（改ボレイ型原子力潜水艦）5隻建造中
    - プロジェクト885（ヤーセン型原子力潜水艦）1隻
    - プロジェクト885M（改ヤーセン型原子力潜水艦）6隻建造中